# おおしまりえ
おおしま りえ（1985年5月18日 - ）は、日本の芸能コラムニスト、エッセイスト、イラストレーター、恋愛ジャーナリスト。

## 来歴
神奈川県生まれ。日本大学芸術学部卒業。
20代で結婚と離婚を経験後、恋愛ジャーナリストとしてデビュー。現在コメンテーターやコラムニスト、エッセイストとして活動を行っている。

## 連載

### 雑誌
- 恋愛ジャーナリストおおしまりえのかってに“脳内”人生相談！（「女性自身」光文社）

### WEB
- おおしまりえの芸能ニュースナナメ読み（「女性自身」光文社）
- 目指せ！デキたら婚（「女子SPA!」扶桑社）
- 恋愛はしたいけど１mmも傷つかずに生きたい（「anan　web」マガジンハウス）
- おおしまりえのキレイな悪口（「anan　web」マガジンハウス）
- おおしまりえの婚活市場リアル調査！（「サイゾーウーマン」サイゾー）
- おおしまりえの女ゴコロ研究所（「＠DIME」小学館）